# Brek Shea
Dane Brekken Shea (ur. 28 lutego 1990 w College Station) – amerykański piłkarz występujący na pozycji pomocnik, zawodnik Atlanta United FC.

## Życiorys

### Kariera klubowa
Wychowanek FC Dallas. Reprezentował także barwy Stoke City, Barnsley F.C., Birmingham City, Orlando City SC i Vancouver Whitecaps FC.
30 grudnia 2018 podpisał kontrakt z amerykańskim klubem Atlanta United FC, umowa do 31 grudnia 2019; bez odstępnego.

### Kariera reprezentacyjna
Ma za sobą grę w reprezentacjach Stanów Zjednoczonych do lat 17 i do lat 20. W seniorskiej kadrze zadebiutował 13 października 2010 podczas zremisowanego 0:0 meczu z Kolumbią.